# Kelemen Imre (jogász)
Kelemen Imre (Zalatárnok, 1745. február 26. – Pest, 1819. március 26.) teológus, jogász, egyetemi tanár, jezsuita szerzetes; először dolgozta fel a magánjog hazai történetét. Sok tételét vette át Huszty Istvántól.

## Pályafutása
1766-ban lépett be gimnáziumi és bölcsészeti tanulmányok után a jezsuita rendbe. Kassán hittudományt, 1771. novembertől Székesfehérvárt retorikát és költészettant tanított a rend feloszlatásáig, ami nagy csapásként érte 1773-ban. Ezt követően Nagyszombatban jogi tanulmányokat folytatott, ahol a politikai tudományokban kitűnt, a Mária Terézia magyar királynő által kitűzött díjak egyikével jutalmazták előmenetelét. 1775-ben doktorátust szerzett. 1776-ban, a győri jogakadémia megalapításakor a magánjog rendkívüli, később rendes tanárává nevezik ki; majd a pécsi intézet ideiglenes aligazgatója volt. 1786-tól a magánjog tanára Fehérvárott, majd Gyöngyösön is tanított. 1793-tól 1817-ig a pesti egyetemen Nittray professzor nyugdíjba vonulása után magánjogot és tiszti írásmódot adott elő; a jogi karon ő volt a magánjog első hivatásos művelője. Előadásait tanártársai többségétől eltérően nem tankönyvekből, hanem saját jegyzeteiből tartotta. Latin nyelvű munkáit sokáig használták, magyarra és németre is lefordították őket. Három ízben (1796, 1797, 1807) a fakultás dékánja, két alkalommal is, 1799–1800-ban és 1809–10-ben volt az egyetem rektora. Baranya, Zala és Zágráb vármegyében táblabíróvá. a keszthelyi Georgiconban ülnökké választották. 1817. november 30-án betegsége miatt nyugdíjazását kérte. Családi élete nem volt boldog, felesége a szüléskor megőrült, évekig ápolták egy bécsi intézetben.
Szülőfalujában általános iskola, Zalaegerszegen utca viseli nevét. Kelemen Imre 1819. március 26-án, Pesten hunyt el.

## Munkássága
Leginkább magánjoggal foglalkozott, először dolgozta fel annak hazai történetét és ő kezelte először önálló jogágként a magánjogot. Egyik főműve az 1814-ben, Pesten, 4 kötetben megjelent Institutiones iuris hungarici privati (magyarul: Magyar hazai polgári magános törvényről írt tanítások Pest, 1822; 3 köteteben, fordította: Czövek István. Németül: Darstellung des ungarischen Privatrechts Wien, 1818; 5 kötetben,  az akkori magyar magánjog egyetlen német nyelvű összefoglalása). A polgári jog egész rendszerét összefoglaló munka első kötete a bevezetést és a személyek jogát, a második és harmadik a vagyonjogot, a negyedik a törvénykezést tartalmazza. A művet római és német jogi alapok felhasználásával írta Kelemen, stílusa világos és érthető. Úttörő módon Werbőczytől eltérő gondolatmenetet követ. A három kötet a római jog szerint a De personis, De rebus ill. De actionibus címet viseli, ezenkívül tartalmaz egy függeléket a per- és iratformákról. 1814-es kiadásának 3000 példánya azonnal elfogyott. Az elismerő királyi leirat hatására az 1818-as második kiadás elé egy történeti bevezetőt is írt (Historia juris hungarici privati, documentis ac testimonis illustrata quam eluculratus est Budae, 1818) (Magyarul. A magyar törvény históriája Pest, 1820; fordította nagyjeszeni Jeszenszky Miklós), amely azonban nem a mai értelemben vett jogintézmény-történet (ez akkor még nyugaton sem létezett), inkább politikatörténet. A mű egyes részletei kisebb szakmai vitát eredményeztek a Tudományos Gyűjtemény című folyóiratban Kövy Sándor és Kelemen (illetve az őt védő tanítványa, Szlemenics Pál) között. A munka hatalmas jelentősége abban rejlik, hogy Werbőczy István és Frank Ignác magánjogi munkásságát és műveit köti össze.Feldolgozta a római és német természetjogi szakirodalmat is. Johann Gottlieb Heineccius, német jogtudós módszerét követve önálló elméleti tanokat fejtett ki. 

## Művei
- Propositiones ex universo iure ungarico, quas in reg, scient. Universitate pestiensi anno 1808. publice propugnacolas suscepit comes Jos. Teleki de Szék, Pestini
- Propositiones ex universo iure ungarico, quas in reg, scient. Universitate pestiensi anno 1812. publice propugnacolas suscepit Ladislaus Piestyánszky, Pestini
- Institutiones iuris hungarici privati. Pest, 1814

- Institutiones juris privati Hungarici, quas nobilis juventutis Hungarae usibus. [Pest] Pestini : Typis Joannis Thom. Trattner, 1814. 1-3. kötet
  - 1. kötet, De personis 1814. 1 t.fol., XVI, 516 [2] p.
  - 2/1. kötet, De rebus 1814. [517-523], 524-1027 p.
  - 2/2. kötet, De rebus 1814. [1028-1031], 1032-1294 p.
  - 3. kötet, De actionibus 814. [3], 1304-1700 p.
- Historia juris Hungarici privati:documentis, ac testimoniis illustrata. Budae [Buda]:Typis Regiae Scientiarum Unier Hungaricae, 1818. [1] címkép, VII, 512, [14] p.
- Institutiones juris Hungarici privati. [Buda]Budae : Typis Regiae Scientiarum Univer. Hungaricae, 1818. 1-3. kötet
  - 1. kötet, De personis 1818. XVI,, 483, [11] p.
  - 2. kötet, De rebus 1818. VI, 752, [12] p.
  - 3. kötet, De actionibus 1818. IV, 410, [8] p.
- A magyar törvény históriája. Pest:Trattner, 1820. 112, [3] p.
- Magyar hazai polgári magános törvényről írtt tanítások mellyeket néhai Kelemen Imre, ... haladó halhatatlan munkája szerint, a’ magyar hazafijak’ és a’ törvény tanúló nemes ifjúság’ számára magyar nyelven készített és kiadott’ Czövek István. [Pest] Pesten : [Trattner] Petrózai Trattnern János Tamás betűivel, 1822. 1-3. kötet
  - 1. kötet, A személyekről 1822. XIV, 421 p.
  - 2. kötet, A dolgokról 1822. 755, [5] p.
  - 3. kötet, A keresetekről 1822. 399 p.
- Darstellung des ungarischen Privat-Rechtes: nach dem in seiner Art als classisch allgemein anerkannten Werke: Institutiones juris privati Hungarici des Herrn Emerich von Kelemen. Bécs: Bey Carl Ferdinand Beck, 1827. 1-2. kötet
  - 1. kötet, 1827. X, 460 p.
  - 2. kötet, 1827. [2], 598 p.

### Előadásai után készült kéziratok
- Praelectiones ex historia juris privati ungarici Kelemen Imre conscripsit Stephanus Horvát 1805
- Institutiones juris Hungarici connotavit Josephus Bernát 1808